# Carlos Porrini
Carlos Porrini Inzaurralde (Minas, 7 de noviembre de 1935 - Montevideo, 21 de abril de 1962) fue un poeta y músico uruguayo.

## Biografía
Se radicó en Montevideo en su adolescencia. Fue el creador de poesías y canciones que fueron recopiladas y publicadas por sus allegados en forma póstuma, en la obra titulada "Coplas" de 1967.
Varias de sus canciones recibieron música de Enrique Sosa y fueron popularizadas por el dúo "Los Olimareños", quienes también incorporaron en su primera época, canciones de Eustaquio Sosa, Víctor Lima y Ruben Lena. Entre estas canciones de Porrini, se encuentran varios temas representativos del dúo, como "Pa'l Laucha", "Cañada Zamora", o "Adiós a Minas".
Daniel Vidart ubicó su estilo literario en un nativismo tardío que se desarrolló en la década del 60 en Uruguay y que estaba emparentado con la militancia política. Esta "poesía de protesta" fue cultivada por otros músicos y poetas que fueron sus contemporáneos, como Daniel Viglietti, Anselmo Grau, Alfredo Zitarrosa, Juan Capagorry, Ruben Lena, Osiris Rodríguez Castillos y Marcos Velázquez, entre otros.
Falleció en Montevideo en 1962 a causa de un accidente.